# WHILL
WHILL株式会社（ウィル、英; WHILL Inc.）は、東京都品川区東品川に本社を置く。免許不要の近距離モビリティ（電動車椅子規格）であるWHILL（ウィル）の開発・販売、ならびにウィルを活用した気軽な移動体験を提供するWHILLモビリティサービスの提供を行っている。約30の国と地域で近距離移動のプロダクトとサービスを展開する。

## 沿革
- 2009年秋 - エンジニア集団「Sunny Side Garage」が設立される。
- 2010年7月 - Team WHILLとして活動開始。
- 2011年 - コンセプトモデルを東京モーターショーに出展。
- 2012年5月 - WHILL株式会社を設立。
- 2013年4月 - アメリカ合衆国カリフォルニア州シリコンバレーに拠点を設立。
- 2014年 - 初号機「WHILL Model A」を発表。最初の50台は予約開始後すぐに完売。
- 2017年 - 普及価格帯モデルとして「WHILL Model C」を発表。
- 2020年6月 - WHILL自動運転サービスを羽田空港で実用化。空港における自動運転パーソナルモビリティとしての導入は世界初。
- 2020年9月 - Model Cの改良モデルとして「WHILL Model C2」を発表。
- 2021年4月 - WHILL社直販サービスとして月額レンタルサービスを開始。年齢や介護保険の有無にかかわらず、どなたでも簡単な手続きで、WHILL Model C2をレンタルし続けることが可能。
- 2021年10月- コンパクトに折りたためて持ち運び可能な「WHILL Model F」を発表。翌11月からに数日間から借りられるModel Fだけの日額レンタルサービスを開始。
- 2022年9月- 歩道を走れるスクーター*「WHILL Model S」を発表。本人と家族が外出先でもつながれるModel SだけのIoTサービスが使える「WHILL Family Service」と専用アプリをリリース。
- 2023年4月 - ウィルをより長く快適に使い続けられる基盤として、機体と顧客情報を紐付けあらゆるサービスの利用をサポートする仕組み「WHILL ID」をリリース。
- 2023年6月 - 法人施設向け事業として、WHILLモビリティサービスを本格展開。商業施設やアミューズメントパーク、ホテル、観光エリアなど行った先でウィルをその場（WHILL SPOT）で一時的に利用できるもので、導入先にはハウステンボス（長崎県）や北海道ボールパーク（北海道）、麻布台ヒルズ（東京都）、ふかや花園プレミアム・アウトレット（埼玉県）、東京ディズニーリゾート®・オフィシャルホテルのグランドニッコー東京ベイ 舞浜（千葉県）など全国各地に広がっている。
- 2023年10月 - ジャパンモビリティショー（旧 東京モーターショー）に出展、東京ビッグサイトにてWHILL SPOTを設置し、ホスピタリティ強化の一環としてウィル20台を施設内周遊サービスとして提供した。
- 2024年8月 - WHILLモビリティサービスにレンタルアプリ「WHILL Rental」を活用した無人貸出による運用形態が新たに追加。これまで、ウィルを貸し出したいが、有人カウンターや決済機能が整っていなかった法人顧客のニーズに応え、より気軽に負担少なくWHILLモビリティサービスを導入できる体制を整えた。
- 2024年9月 - スマートになった歩道のスクーター「WHILL Model R」を発表。その場で旋回できる業界最小クラスの小回り性能や、着脱式バッテリーの採用、多面的な技術力の結集で実現した快適な乗り心地などが特徴で、ユーザーの利便性を一層高めた製品となっている。

## 概要
2009年秋、ソニーで車載カメラの開発部門に所属していた内藤淳平と、内藤の名古屋大学大学院時代の同級生であったオリンパスで医療機器の研究部門に所属していた福岡宗明が中心となり、エンジニア集団「Sunny Side Garage」を設立した。ここにデザイナーの杉江理（元日産自動車デザイナー）も加わり、アート作品などを開発していた。
Sunny Side Garageとしての活動時、「100m先のコンビニに行くのをあきらめる」といった車椅子ユーザの声と出会ったことからWHILLの開発がスタートし、2011年の東京モーターショーでコンセプトモデルを出展した。その後、車椅子ユーザでもあるオーエックスエンジニアリング創業者の石井重行に協力を求めたところ、「コンセプトモデルだけ作り、製品化しないことは製品を待ち望む車椅子ユーザーにとって残酷である。本気で作るつもりがないなら今すぐやめろ。」と強い叱責を受け、開発メンバーは実用化・製品化を強く決意した。内藤、福岡はそれぞれの勤務先を退社し、杉江と合流してWHILL株式会社を設立した。
日本国内の電動車椅子マーケットは小さいことから、世界最大のマーケットであるアメリカ合衆国に2012年創業の翌年から進出している。現在は約30の国と地域で事業を展開している。米国のほかカナダ、オランダ、中国に拠点を構えている。
「WHILL Model A」「WHILL Model C」などの製品発売後、現在は主力4モデルをラインアップとして取り揃えている。販売事業のみならず、一時的にウィルを利用できる「モビリティサービス事業」にも力を入れ、2020年にWHILL自動運転サービスを世界で初めて羽田空港で実用化。現在は羽田空港のほか、関西国際空港、成田国際空港、カナダのウィニペグ・ジェームス・アームストロング・リチャードソン国際空港、マイアミ空港、ロサンゼルス空港などで導入されているとともに、慶應義塾大学病院や横浜市立市民病院、島根大学医学部附属病院など国内の病院でも採用が相次いでいる。
2023年6月からは法人施設向けレンタル事業としてのモビリティサービスも本格的に展開を開始。広い敷地を有する商業施設やアミューズメントパーク、ホテル、観光エリアなどで、一時的にウィルを利用できるWHILL SPOTを全国各地で広げている。

## 近距離モビリティ ウィル
ウィルはWHILL社が開発・販売する近距離モビリティ。免許不要で歩道を走れることから、誰でも利用できる移動手段として障害の有無や年齢などに関わらず世界中で利用されている。電動車椅子として利用するユーザーはもちろん、最近では免許返納後の移動手段として、自転車の代わりとして、距離や外出目的に応じて車と併用するモビリティとして活用が広がっている。
ウィルは「電動車椅子」としてのイメージを取り除き、誰もが乗りたくなる移動手段である「近距離モビリティ」として再定義されている。

### WHILL Model A
初の製品モデル。前輪には24個のタイヤからなるオムニ・ホイールを搭載し、最小回転半径を70cmとしている。また、四輪駆動である。iPhoneのアプリを使用した遠隔操作も可能。重量は116kgで、価格は99万5000円。
2015年、グッドデザイン大賞を受賞。

### WHILL Model C
2017年に発売された改良モデル。Model Aから価格が45万円に引き下げられたほか、重量が52kgに軽量化されている。軽量化のため、二輪駆動となっているほか、バッテリーも鉛蓄電池からリチウムイオン電池に変更された。分解も容易で、乗用車で持ち運ぶ事も可能とされている。
2017年、グッドデザイン賞を受賞。また、パナソニックによる自動追従ロボット型電動車いす「PiiMo」のベース車両としても使われている。

### WHILL Model C2
2020年に発売された改良モデル。リアサスペンションの採用や航続距離の増加など、仕様が変更されている。

### WHILL Model F
軽量化と低価格化を実現（段差乗り越え：3.5cm/ 回転半径：78cm）。CES 2022「Accessibility」部門において最優秀賞のBest of Innovation Award、国際的なデザイン賞の一つであるiF Design Award 2022 を受賞。
介護保険は適用外。日額レンタルが利用可能で、旅行や出張時など短期利用としてのニーズが高い。

### WHILL Model S
2022年発表。WHILL社初のスクーター型モデル。歩道を安定して長く走ることができる（段差乗り越え：7.5cm/走行可能距離：33km）。グッドデザイン賞2022（日本）を受賞。
Model SだけのプレミアムなサービスとしてWHILL Premium Careを開発。保険やロードサービスなどがセットになった既存サービスWHILL Smart Careに、機体の状態や位置情報の確認、外出履歴の登録、家族への情報通知などができるIoTサービスWHILL Family Serviceを追加した。

### WHILL Model R
2024年発表。「行き届いた機能が心地いい」スマートになった歩道のスクーターとして市場投入した。ほぼ90度に舵角できるハンドルと前輪により業界最小クラスの小回り性能（その場旋回が可能）を誇るほか、着脱式バッテリーの採用などでウィルを取り入れられる住環境がぐんと広がった。WHILL社が培ってきた技術力で支えられた快適な乗り心地や走行性能も大きな特徴だ。
さらに、ご自宅周辺でも試乗していただきやすいよう日額レンタルサービスも展開。数日間だけ借りたいというニーズにも応えている。

いずれも、日本での最高速度は道路交通法の制限により時速6kmだが、アメリカ版ではそれ以上の速度が出せるようになっている。

## WHILLモビリティサービス（法人レンタル）
安心安全設計の近距離モビリティを施設内外に導入できる法人向けサービス。保険/メンテナンス・機体管理システムをパッケージ化することで、運営者様の導入負担を軽減するとともに、導入先の環境にも柔軟に対応している。導入法人側は安心快適に機体管理や安定運用ができ、お客様の滞在体験を高めることが可能だ。

## WHILL自動運転サービス
WHILL社が開発する近距離モビリティに自動運転・衝突回避機能などを搭載した「WHILL自動運転モデル」と、複数の機体を管理・運用するシステムから構成される。歩道・室内領域で走行。あらかじめ収集した地図情報と、センサー群で検知した周囲の状況を照らし合わせ、自動走行および自動運転による無人での返却が可能。
長距離の歩行に不安を感じられるお客さまを利用対象とする。
施設の移動インフラとして、羽田空港や関西国際空港、成田国際空港、カナダのウィニペグ・ジェームス・アームストロング・リチャードソン国際空港などで導入されているとともに、慶應義塾大学病院や熊本中央病院、横浜市立市民病院など国内の病院でも採用が相次いでいる。また、利用頻度も関西国際空港で2023年10月に運用開始1年でWHILL自動運転サービスの利用回数が1万回を突破するなど利用の普及も進んでいる。

## 販売方式
電動車椅子としてModel C2は介護保険制度に適用しているため、同社から卸業者、貸与事業者、ケアマネージャーなどを経て利用者に引き渡されている。2020年からはメーカー直販も開始され、介護保険が適用されていない方でも、より気軽にウィルを購入したりレンタルできるような仕組みを整えている。
2021年以降は自動車ディーラーでも販売が始まった。現在は地域・ブランドの垣根をこえて全国に115社1,350店舗超に広がっている。免許返納後の移動手段として利用されていたり、自転車の代わりとして距離や外出目的に応じたモビリティの使い分け習慣が提案されている。そのほか、サイクルベースあさひやビックカメラ有楽町店などでも取り扱いがある。

## テレビ番組
ガイアの夜明け　”ニッポンの旅”が生まれ変わる！（2020年8月25日、テレビ東京）